# David di Donatello al millor músic
El premi David di Donatello al millor músic (en italià: David di Donatello per il miglior musicista) és un premi de cinema que anualment atorga l'Acadèmia del Cinema Italià (ACI, Accademia del Cinema Italiano) per reconèixer la destacada composició de la banda sonora en una pel·lícula italiana estrenada l'any anterior a la cerimònia. El premi es va donar per primera vegada el 1975 i es va convertir en competitiu el 1981.
Ennio Morricone és els que han aconseguit el rècord en aquesta categoria amb nou premis, mentre que Nicola Piovani, Armando Trovajoli i Franco Piersanti n'han guanyat tres cadascun.

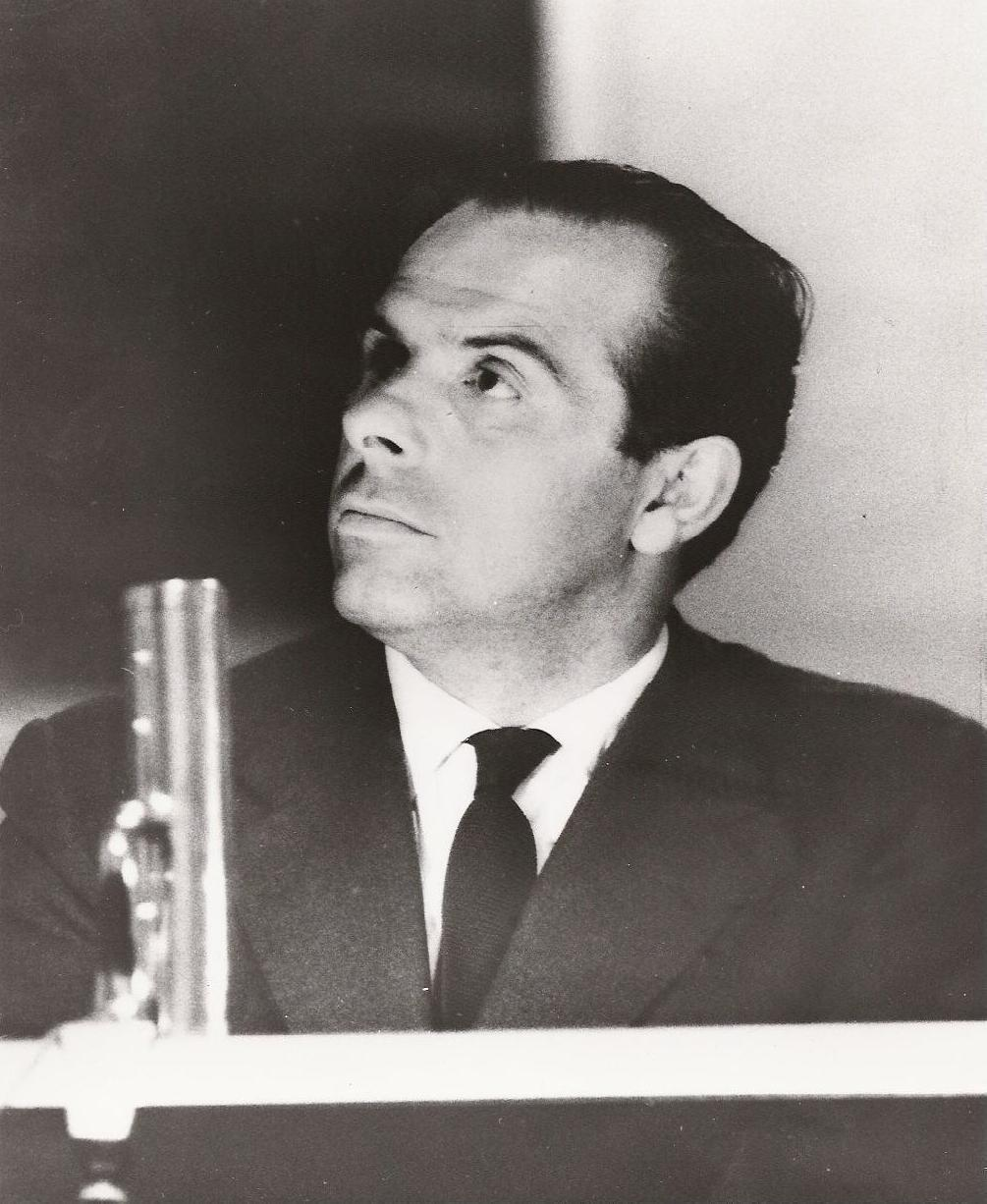
Piero Piccioni fou el primer guanyador del premi.

Els candidats i els guanyadors són seleccionats per votació secundària per tots els membres de l’Acadèmia.

## Guanyadors
Els guanyadors del premi han estat:

### Anys 1975-1979
- 1975: Piero Piccioni - Travolti da un insolito destino nell'azzurro mare d'agosto
- 1976: Franco Mannino - L'innocente
- 1977: Nino Rota - Il Casanova di Federico Fellini
- 1978: Armando Trovajoli - Mogliamante
- 1979: no atorgat

### Anys 1980
- 1980: no atorgat
- 1981
  - Fiorenzo Carpi - Voltati Eugenio
  - Ennio Morricone - Bianco, rosso e Verdone
  - Piero Piccioni - Tre fratelli
  - Riz Ortolani - Aiutami a sognare
- 1982
  - Lucio Dalla e Fabio Liberatori - Borotalco
  - Fiorenzo Carpi - Cercasi Gesù
  - Carlo Rustichelli - Bosco d'amore
- 1983
  - Angelo Branduardi - State buoni se potete
  - Nicola Piovani - La notte di San Lorenzo
  - Armando Trovajoli - Il mondo nuovo
- 1984
  - Armando Trovajoli i Vladimir Cosma - Ballando ballando
  - Gianfranco Plenizio - E la nave va
  - Francesco De Gregori - Flirt
- 1985
  - Carlo Savina - Pizza Connection
  - Nicola Piovani - Kaos
  - Riz Ortolani - Noi tre
- 1986
  - Riz Ortolani - Festa di laurea (ex aequo)
  - Nicola Piovani - Ginger e Fred (ex aequo)
  - Armando Trovajoli - Maccheroni
- 1987
  - Armando Trovajoli - La famiglia
  - Riz Ortolani - Regalo di Natale
  - Giovanna Salviucci Marini - Storia d'amore
- 1988
  - Ennio Morricone - L'home de les ulleres d'or
  - Nicola Piovani - Domani accadrà
  - Francis Lai – Ulls negres
- 1989
  - Ennio Morricone - Nuovo Cinema Paradiso
  - Vangelis - Francesco
  - Armando Trovajoli - Splendor

### Anys 1990
- 1990
  - Claudio Mattone - Scugnizzi
  - Mario Nascimbene - Blue Dolphin - L'avventura continua
  - Riz Ortolani - Storia di ragazzi e di ragazze
  - Nicola Piovani - La voce della luna
  - Armando Trovajoli - Che ora è?
- 1991
  - Ennio Morricone - Stanno tutti bene
  - Armando Trovajoli - Il viaggio di Capitan Fracassa
  - Giancarlo Bigazzi i Marco Falagiani - Mediterraneo
  - Antonello Venditti - Ultrà
  - Riz Ortolani - Nel giardino delle rose
- 1992
  - Franco Piersanti - Il ladro di bambini
  - Francesco De Gregori - Il muro di gomma
  - Pino Daniele - Pensavo fosse amore... invece era un calesse
- 1993
  - Ennio Morricone - Jona che visse nella balena
  - Ennio Morricone - La scorta
  - Riz Ortolani - Magnificat
- 1994
  - Nicola Piovani - Caro diario
  - Federico De Robertis - Sud
  - Nicola Piovani - Per amore, solo per amore
- 1995
  - Franco Piersanti - Lamerica
  - Luis Bacalov - Il postino
  - Pino Donaggio - Un eroe borghese
- 1996
  - Manuel De Sica - Celluloide
  - Ennio Morricone - L'uomo delle stelle
  - Armando Trovaioli - Romanzo di un giovane povero
- 1997
  - Paolo Conte - La freccia azzurra
  - Luis Bacalov - La tregua
  - Carlo Crivelli - El príncep de Homburg
  - Federico De Robertis i Mauro Pagani - Nirvana
  - Nicola Piovani - La mia generazione
- 1998
  - Nino D'Angelo - Tano da morire
  - Franco Piersanti - La parola amore esiste
  - Nicola Piovani - La vita è bella
- 1999
  - Ennio Morricone - La leggenda del pianista sull'oceano
  - Ludovico Einaudi - Fuori dal mondo
  - Luciano Ligabue - Radiofreccia

### Anys 2000
- 2000
  - Ennio Morricone - Canone inverso - Making Love
  - Paolo Buonvino - Come te nessuno mai
  - Pivio e Aldo De Scalzi - Ormai è fatta!
- 2001
  - Nicola Piovani - La stanza del figlio
  - Ennio Morricone - Malèna
  - Armando Trovajoli - Concorrenza sleale
- 2002
  - Fabio Vacchi - Il mestiere delle armi
  - Luciano Ligabue - Da zero a dieci
  - Giovanni Venosta - Brucio nel vento
- 2003
  - Andrea Guerra - La finestra di fronte
  - Banda Osiris - L'imbalsamatore
  - Pivio e Aldo De Scalzi - Casomai
  - Riz Ortolani - Il cuore altrove
  - Nicola Piovani - Pinocchio
- 2004
  - Banda Osiris - Primo amore
  - Ezio Bosso - Io non ho paura
  - Andrea Guerra - Che ne sarà di noi
  - Riz Ortolani - La rivincita di Natale
  - Giovanni Venosta - Agata e la tempesta
- 2005
  - Riz Ortolani - Ma quando arrivano le ragazze?
  - Paolo Buonvino - Manuale d'amore
  - Pasquale Catalano - Le conseguenze dell'amore
  - Andrea Guerra - Cuore sacro
  - Franco Piersanti - Le chiavi di casa
- 2006
  - Franco Piersanti - Il caimano
  - Goran Bregović - I giorni dell'abbandono
  - Paolo Buonvino – Romanzo criminale
  - Negramaro (Fabio Barovero, Simone Fabroni, Roy Paci, Louis Siciliano) - La febbre
  - Bruno Zambrini - Notte prima degli esami
- 2007
  - Ennio Morricone - La sconosciuta
  - Teho Teardo - L'amico di famiglia
  - Neffa - Saturno contro
  - Franco Piersanti - Mio fratello è figlio unico
  - Fabio Vacchi - Centochiodi
- 2008
  - Paolo Buonvino - Caos calmo
  - Lele Marchitelli - Piano, solo
  - Fausto Mesolella - Lascia perdere, Johnny!
  - Teho Teardo - La ragazza del lago
  - Giovanni Venosta - Giorni e nuvole
- 2009
  - Teho Teardo - Il divo
  - Bruno Zambrini - Ex
  - Baustelle - Giulia non esce la sera
  - Paolo Buonvino - Italians
  - Pivio e Aldo De Scalzi - Si può fare

### Anys 2010
- 2010
  - Ennio Morricone - Baarìa
  - Marco Biscarini i Daniele Furlati - L'uomo che verrà
  - Carlo Virzì - La prima cosa bella
  - Pasquale Catalano - Mine vaganti
  - Carlo Crivelli - Vincere
- 2011
  - Rita Marcotulli i Rocco Papaleo - Basilicata coast to coast
  - Umberto Scipione - Benvenuti al Sud
  - Teho Teardo - Il gioiellino
  - Fausto Mesolella - Into Paradiso
  - Hubert Westkemper - Noi credevamo
- 2012
  - David Byrne - This Must Be the Place
  - Umberto Scipione - Benvenuti al Nord
  - Giuliano Taviani i Carmelo Travia - Cesare deve morire
  - Franco Piersanti - Habemus Papam
  - Pasquale Catalano - Magnifica presenza
- 2013
  - Ennio Morricone - La migliore offerta
  - Alexandre Desplat - Reality
  - Mauro Pagani - Educazione siberiana
  - Franco Piersanti - Io e te
  - Teho Teardo - Diaz - Don't Clean Up This Blood
- 2014
  - Pivio e Aldo De Scalzi - Song'e Napule
  - Pasquale Catalano - Allacciate le cinture
  - Lele Marchitelli - La grande bellezza
  - Umberto Scipione - Sotto una buona stella
  - Carlo Virzì - Il capitale umano
- 2015
  - Giuliano Taviani - Anime nere
  - Nicola Piovani - Hungry Hearts
  - Sascha Ring - Il giovane favoloso
  - Ezio Bosso, Federico De Robertis - Il ragazzo invisibile
  - Paolo Fresu - Torneranno i prati
- 2016
  - David Lang - Youth - La giovinezza
  - Alexandre Desplat - Il racconto dei racconti
  - Ennio Morricone - La corrispondenza
  - Michele Braga, Gabriele Mainetti - Lo chiamavano Jeeg Robot
  - Paolo Vivaldi, amb la col·laboració de Alessandro Sartini - Non essere cattivo
- 2017
  - Enzo Avitabile - Indivisibili
  - Carlo Crivelli - Fai bei sogni
  - Carlo Virzì - La pazza gioia
  - Franco Piersanti - La stoffa dei sogni
  - Andrea Farri - Veloce come il vento
- 2018
  - Pivio e Aldo De Scalzi - Ammore e malavita
  - Antonio Fresa, Luigi Scialdone - Gatta Cenerentola
  - Franco Piersanti - La tenerezza
  - Pasquale Catalano - Napoli velata
  - Gatto Ciliegia contro il Grande Freddo - Nico, 1988
- 2019
  - Apparat i Philipp Thimm - Capri-Revolution
  - Nicola Piovani - A casa tutti bene
  - Nicola Tescari - Euforia
  - Lele Marchitelli - Loro
  - Mokadelic - Sulla mia pelle

### Anys 2020
- 2020
  - Orchestra di piazza Vittorio - Il flauto magico di piazza Vittorio
  - Andrea Farri - Il primo re
  - Nicola Piovani - Il traditore
  - Dario Marianelli - Pinocchio
  - Thom Yorke - Suspiria